# 台南空港
台南国際空港（たいなんこくさいくうこう、繁体字:臺南航空站、英語:Tainan Airbase）は台湾台南市南区に位置する飛行場。「台南基地」とも呼ばれるが、一般に台南空港（繁体字:臺南航空站、英語:Tainan  Airport）と呼ばれる。中華民国空軍第443戦術戦闘機連隊により管理されている。航空機のメンテナンスを行う亜洲航空が本拠を置く。

## 概要
日本統治時代の開港以来、南台湾の玄関口として機能していた。高雄飛行場の民間空港化や台湾高速鉄道の開業等により、その地位は低下しつつあったが、国際空港化により盛り返している。現在は馬公、金門への離島便が中心で、年間利用客数は、国内259,287人、国際99,378人（2016年）。

## 歴史
台南基地に関する事項は、後述の「空軍台南基地」の歴史を参照。
- 1935年（昭和10年） - 翌年8月から台湾島内の民間定期便開放にともない、[4]台南州が飛行場用地の選定に入る。
- 1936年（昭和11年） - 台南州と高雄州の交渉では両州の中間地点の岡山が望ましいとされたが、台南州は飛行場用地を新豊郡永寧庄鞍子の18万坪に決定、同年12月23日に予算を通過させた。[5]
- 1937年（昭和12年） - 1月30日に地鎮祭を挙行、5月30日に完成。[6]6月27日に開場式を挙行。[4][7]開港時は日本航空輸送の島内便のみであったが、暫く後に馬公便が就航した。[8]
- 1940年（昭和15年） - 旧海軍航空隊による接収に伴い、新空港を3月1日に開港（所在地は永康庄、現在永康区の台南応用科技大学附近）。
- 1947年（民国36年） - 台南飛行場を軍民共用とし、[6]永康庄の飛行場を廃止。[8]

## 旅客施設・サービス
現在の旅客ターミナルビルは2002年開業、面積は3,900平方メートル（業務施設を含む）で、正面は飛行機を模したデザインとなっている。ターミナルが小規模だが、通常のターミナルから搭乗橋を使った旅客機乗降と異なり空港内ターミナル配置などにより基本殆どの便がバスを利用した沖止め駐機場でのタラップなどによる乗降方式となっていてターミナル自体はバスターミナルのような造りになっている。入口から搭乗用バスに乗車するまでの移動距離が非常に短い。
バリアフリー（スロープ、トイレ等）に対応しており、授乳室も備える。チェックインカウンターにはユニー航空（自動チェックイン・購入機を3台設置）と、チャイナエアライン（チャイナエアライン。チェックイン機なし）が入居している。2015年、国際線増発に合わせ大規模な改装が行われ、カウンターの数が大幅に増えると共に、その場で受託手荷物の受け入れが可能となった。出発口は便が少ないことから、それぞれの出発便に合わせた時刻に開門する（国際線の場合は30分前に開門し、それまでは荷物検査や出国手続きができない）。
なお、空港の規模が限られているため、トランジットやトランスファーの場合でも、受託手荷物が一旦返却される（積み替えるまでの間保管する場所がないため）。ロビーにも荷物預かり所もない。空港内にもわずかにロッカーがあるが、収容できるサイズが大きくないため、スーツケースなどは収納できない場合がある。後続便の搭乗時刻までの間、市内を観光しようとする場合には注意が必要である。
ターミナル内には、台湾鉄路管理局台南駅と同様に観光案内所が設置され、英語や日本語のパンフレットも常備されている。航空警察派出所や、売店（1店舗。工芸品や帆布鞄などの土産物も扱う）もあるが、レストランはすでに廃止され、食事は売店での軽食販売のみとなっている（公式ページでの案内図面は、営業していた頃のままになっているので注意が必要である）。出発前の待合スペースはチェックインカウンターを挟んで2箇所あり、小規模な空港ながらやや多めの席数が確保されている。旅客が利用できるのは1階と地下駐車場のみで、2階には空港事務所などがある。館内は禁煙だが、出入口横に喫煙コーナーがありベンチも設置されている。
インフォメーションカウンターでは、VIPラウンジの利用手続きを有料で受け付けるほか、レンタサイクルや、携帯電話の充電サービスがそれぞれ無料で提供されている。またターミナル内ではWi-Fiでのネット接続も無料で利用できる。長らく外貨からの両替が空港内ではできなかったが、2015年の改装時に台湾銀行による両替所が設置された。
ボーディングブリッジはなく、航空機にはバスとタラップでの搭乗（降機）となる。軍用空港でもあるため、滑走路や軍用施設など、機内やタラップ・バスからの撮影は、台湾の上空と同様に一切禁止である（肉眼では軍用機のシェルターなどを見ることができる）。そのため展望デッキなど、滑走路が見渡せる施設も設置されていない。ただし、航空祭の開催日に限っては、空軍基地内の一部が見学可能となる（外国人は申請が必要）。
空港前にはバス・タクシーのりばと車寄せが、地下には駐車場が整備されている。なお、空港正面には台北までの格安チケット店が営業していたが、高鉄開業後は閉店し建物のみが残っている。

## 就航航空会社と就航都市
2020年以降、新型コロナウイルス感染症の影響により、多くの定期便が運休、減便、経路変更となっている。

### 国内線
| 航空会社   | 就航地                         |
| ---------- | ------------------------------ |
| ユニー航空 | 金門（金門県）、澎湖（澎湖県） |

### 国際線
【全路線運休】
2025年5月現在
台湾高速鉄道の開通にともない台北線が間もなく廃止された。

## 中華民国空軍台南基地

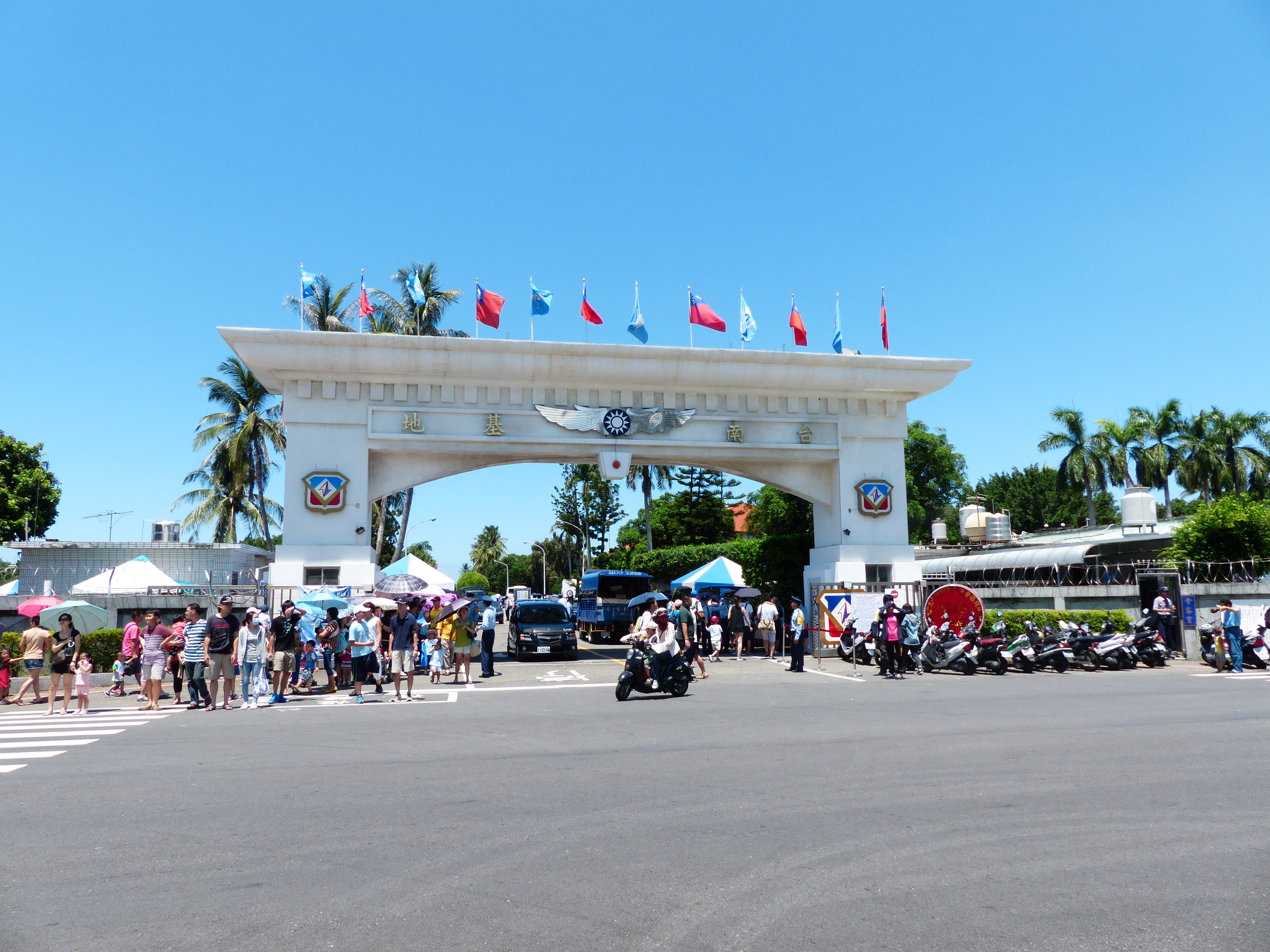
台南基地正門

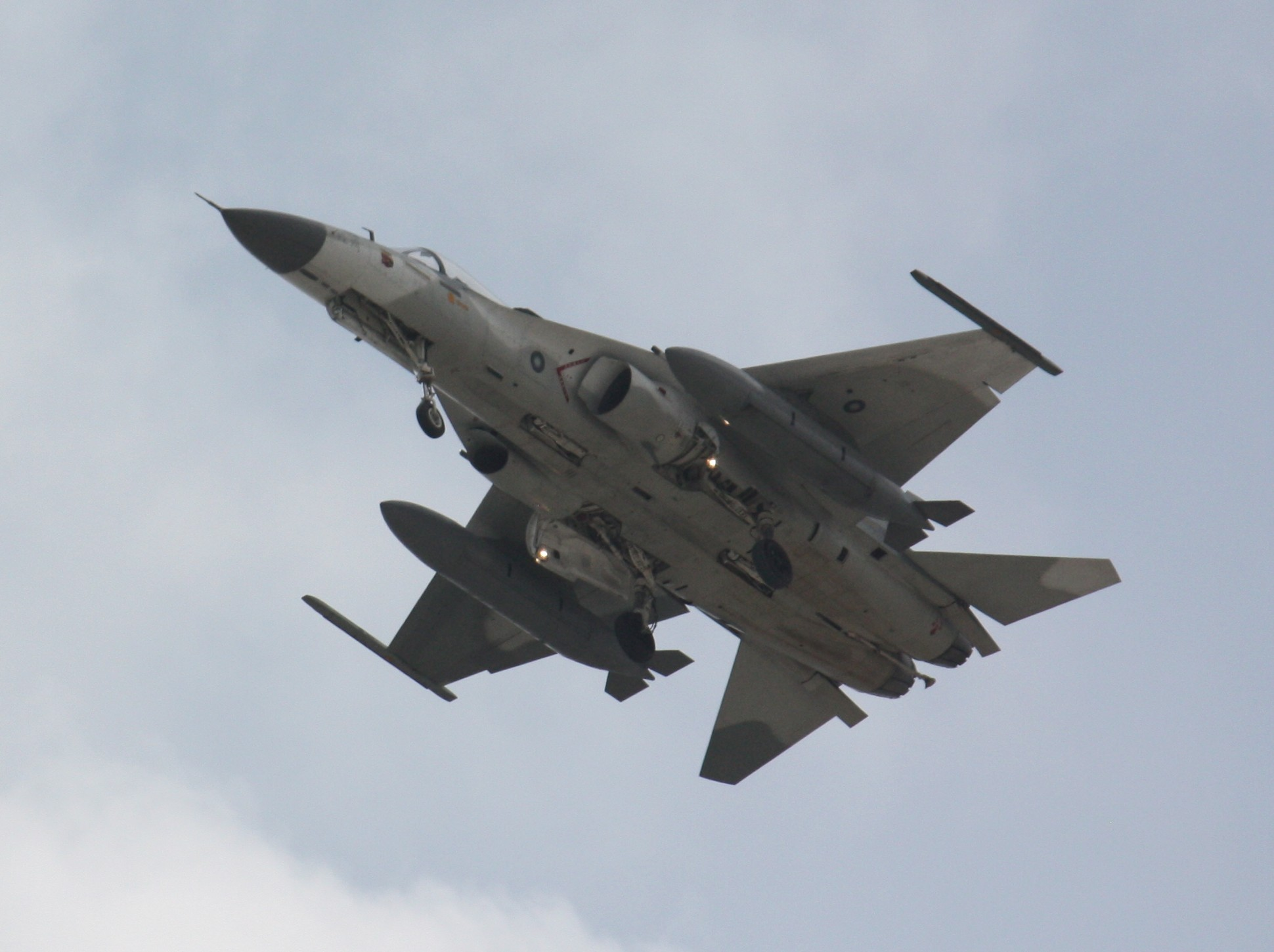
台湾空軍のF-CK-1戦闘機が台南基地に着陸する準備をしている、2010年

台南基地（たいなんきち、繁体字:臺南基地、英語:Tainan Airbase）は1941年（昭和16年）10月1日に台南海軍航空隊が開隊、第二次世界大戦後に中華民国空軍が接収して使用している。かつてはアメリカ合衆国空軍も駐屯していた。
1957年5月7日に米空軍の第24 TMSがMGM-1 マタドールを装備して台南空港に進入し、10月に配備された。10日に米空軍の第17戦術ミサイル中隊もMGM-1を装備して完成。台南空港への配備もその年の11月に完了し、1958年以降、第17飛行隊から第868米ミサイル訓練隊（第868米軍TMTS）に変更され、1962年6月まで台南空軍基地に配置され続けた。ミサイルのみが交換された。さらに、米軍は1958年2月25日に台南空港にMk 7核爆弾の倉庫を建設した。1960年に台湾で原子爆弾の配備を開始し、1974年7月に撤回した。台南空港の米軍によって展開された2種類の核爆弾がある。地上対地のミサイルであり、もう1つは戦闘機に装備することができる戦術的な核爆弾である。さらに、米空軍405翼は、1965年11月から1967年8月まで、F-100Dスーパーセイバー戦闘機を装備した510戦術飛行隊を台南空港に送り、F-4Cを備えた米空軍523戦術飛行隊に置き換えられた。

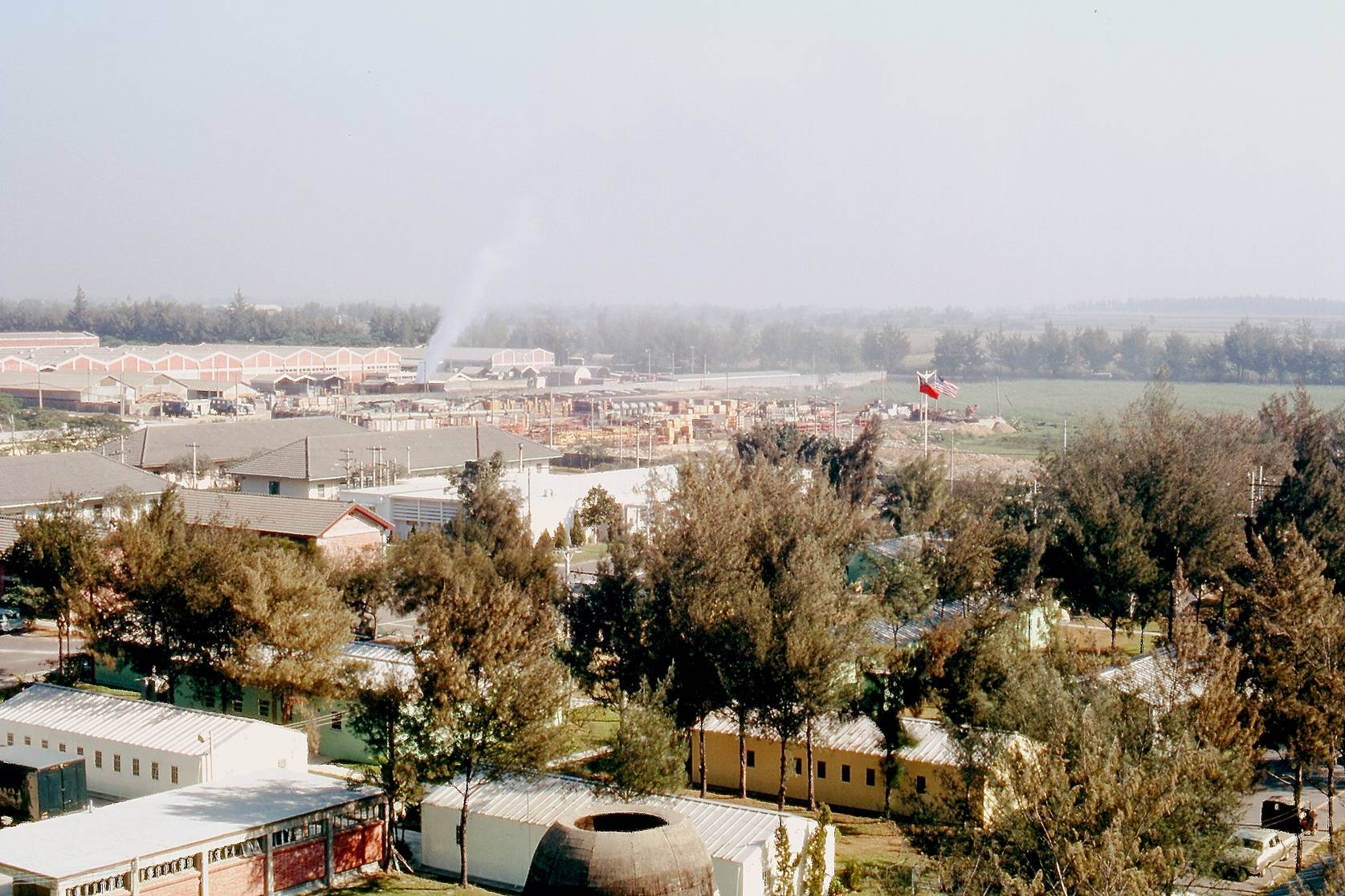
1969年の台南空軍基地

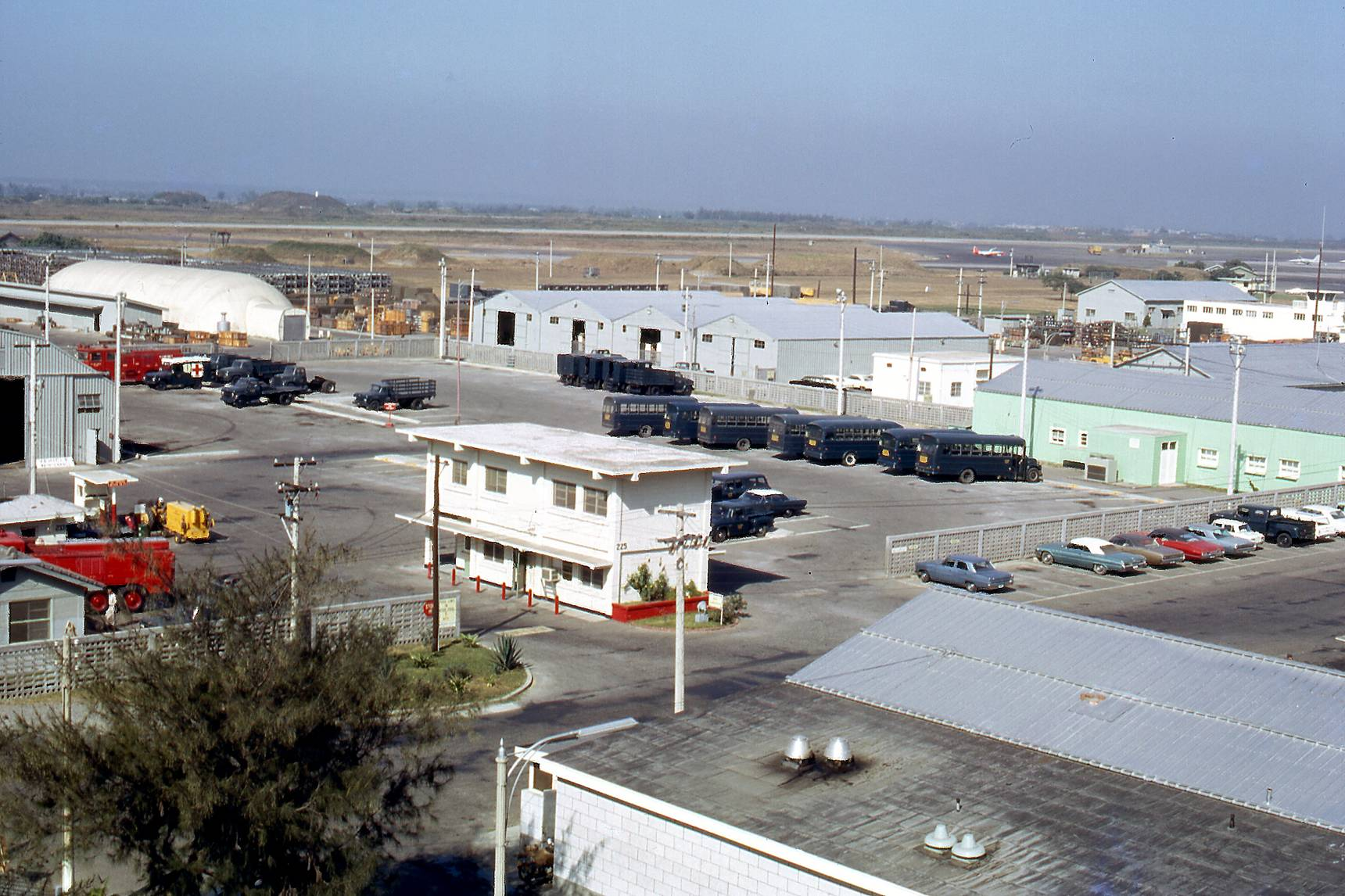
1969年台南空軍基地の消防施設。写真の後ろの滑走路施設

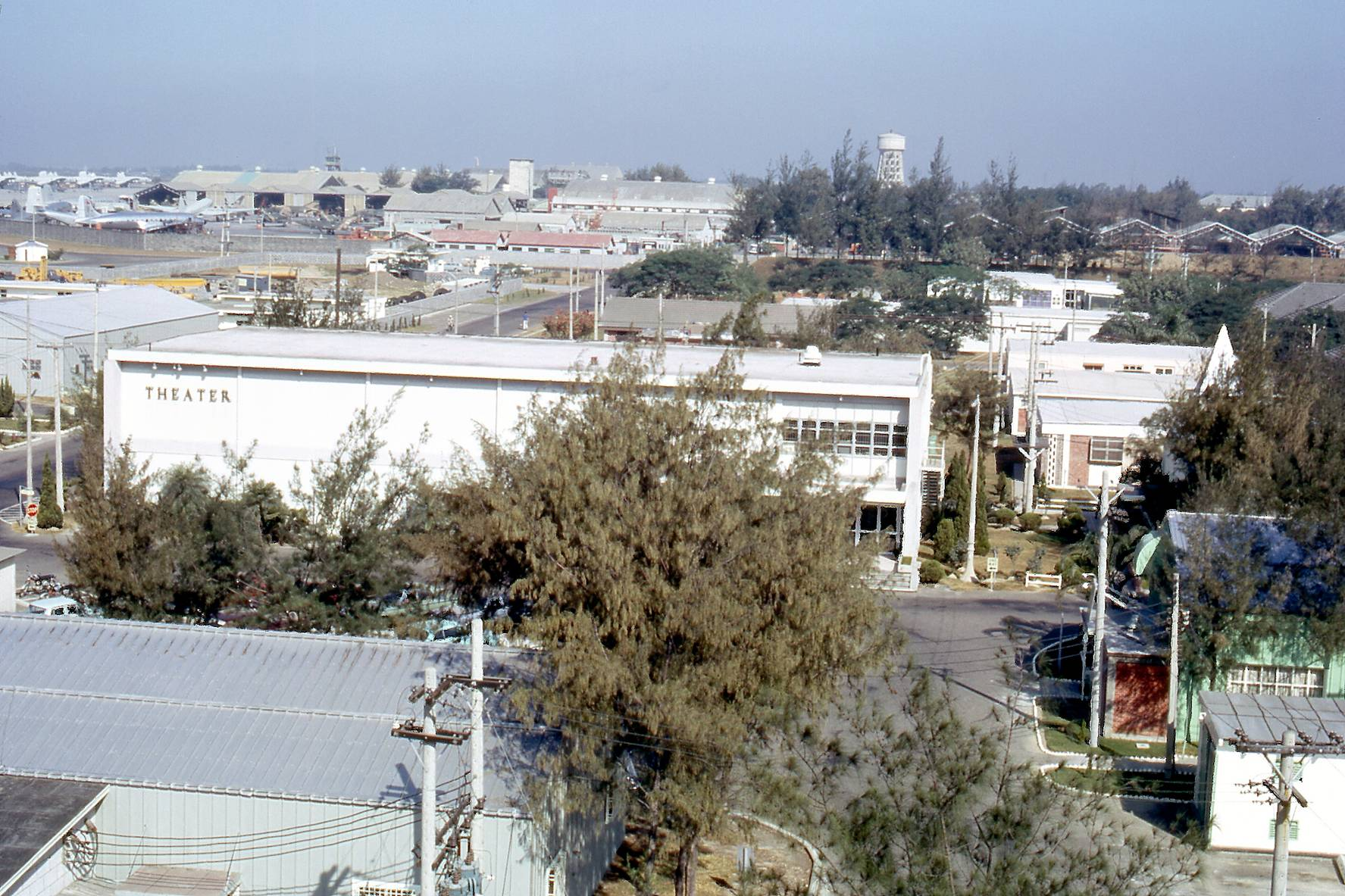
1969年、台南空軍基地の映画館と遠方の基地の飛行機整備工場

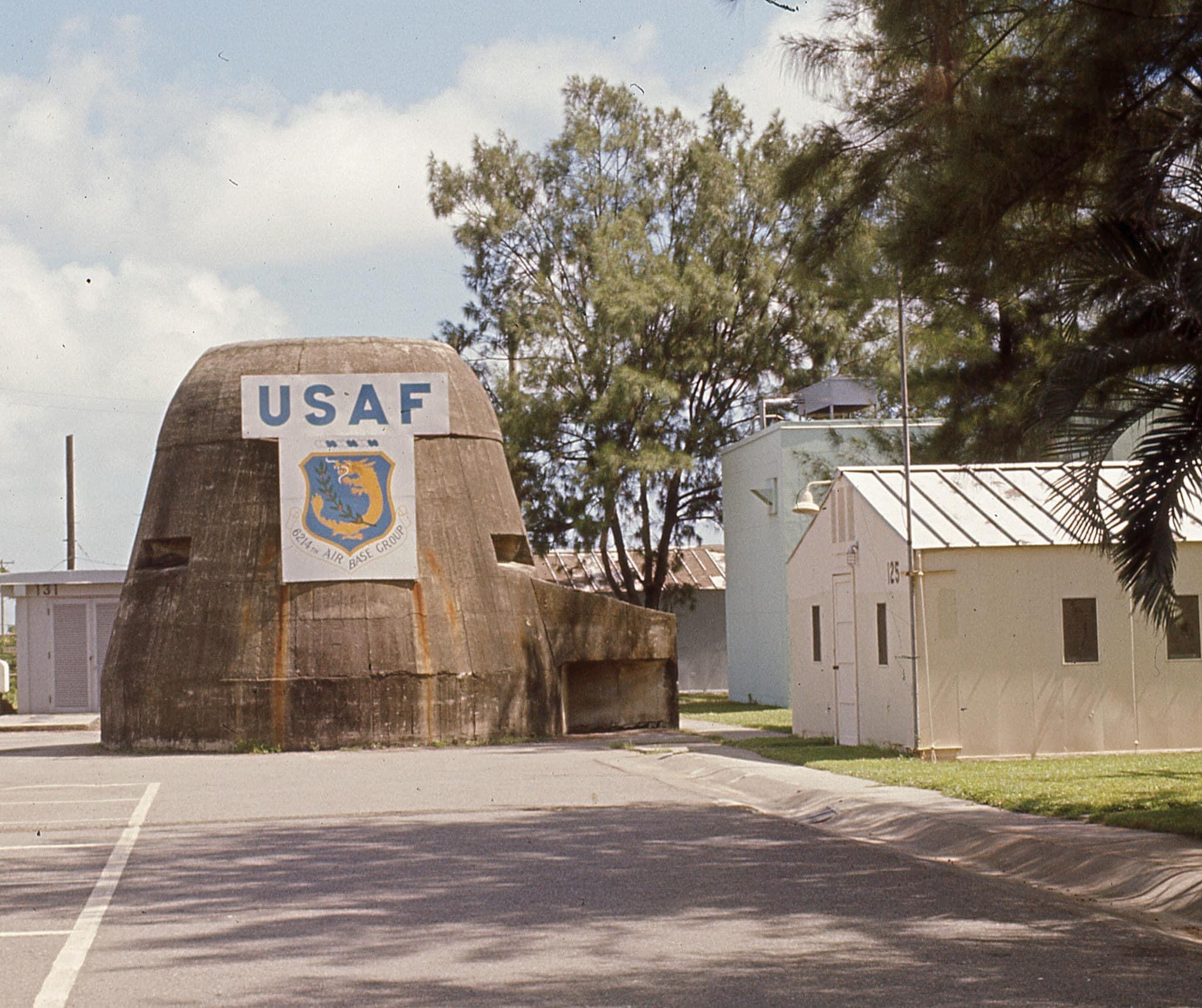
台南空軍基地内、アメリカ空軍第6214空軍基地群のチームエンブレム (1974年10月30日)

### 歴史
- 1940年（昭和15年） - 旧海軍航空隊が接収。
- 1941年（昭和16年）10月1日 - 台南海軍航空隊が正式に開隊
- 1945年（昭和20年） - 日本敗戦に伴い中華民国空軍第22地区司令張柏寿が接収。

### 配置部隊
- 第1戦術戦闘航空団
  - 第1中隊 - F-CK-1
  - 第3中隊 - F-CK-1
  - 第9中隊 - F-CK-1

### 歷代運用機
- F-84（1953年～1964年）
- F-86（1954年～1988年）
- F-100（1965年～1967年）
- F-4（1966年～1979年）
- F-5（1962年～1995年）
- F-CK-1（2000年～）

## 空港へのアクセス
- 台湾鉄路管理局西部幹線に隣接し、台南市街地地下化の際に台南空港駅設置の計画があったが、旧台南南駅附近に開業する事となり、旅客ターミナルからの乗り換えについてはやや不便である。[11]
- 現状の最寄駅は保安駅。タクシーで5分、100台湾ドル。
- 台南市バス（台南市公車）が台南市内とアクセスしている。

## ギャラリー
国際線増発に合わせ2015年に改装されている。

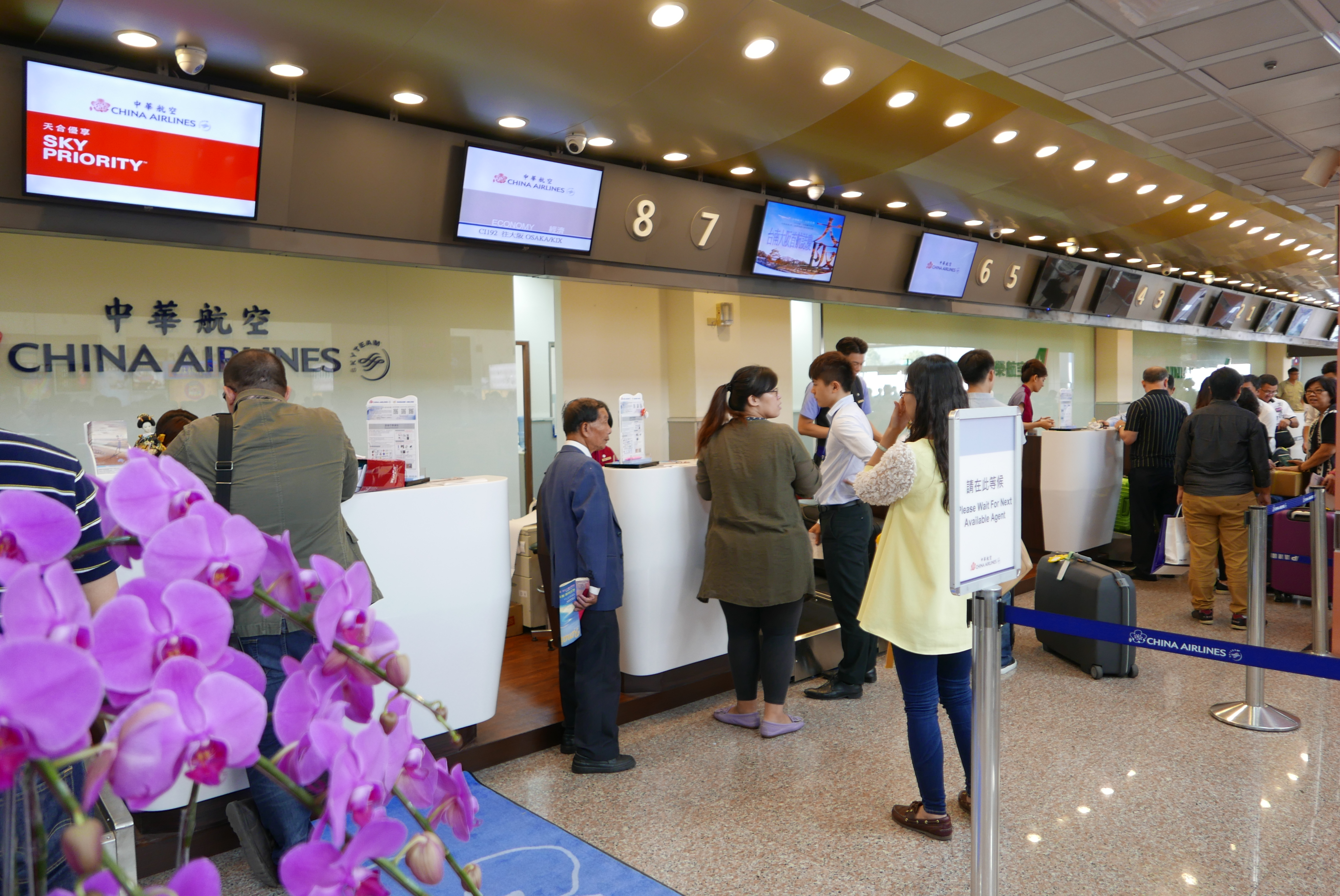
チェックインカウンター
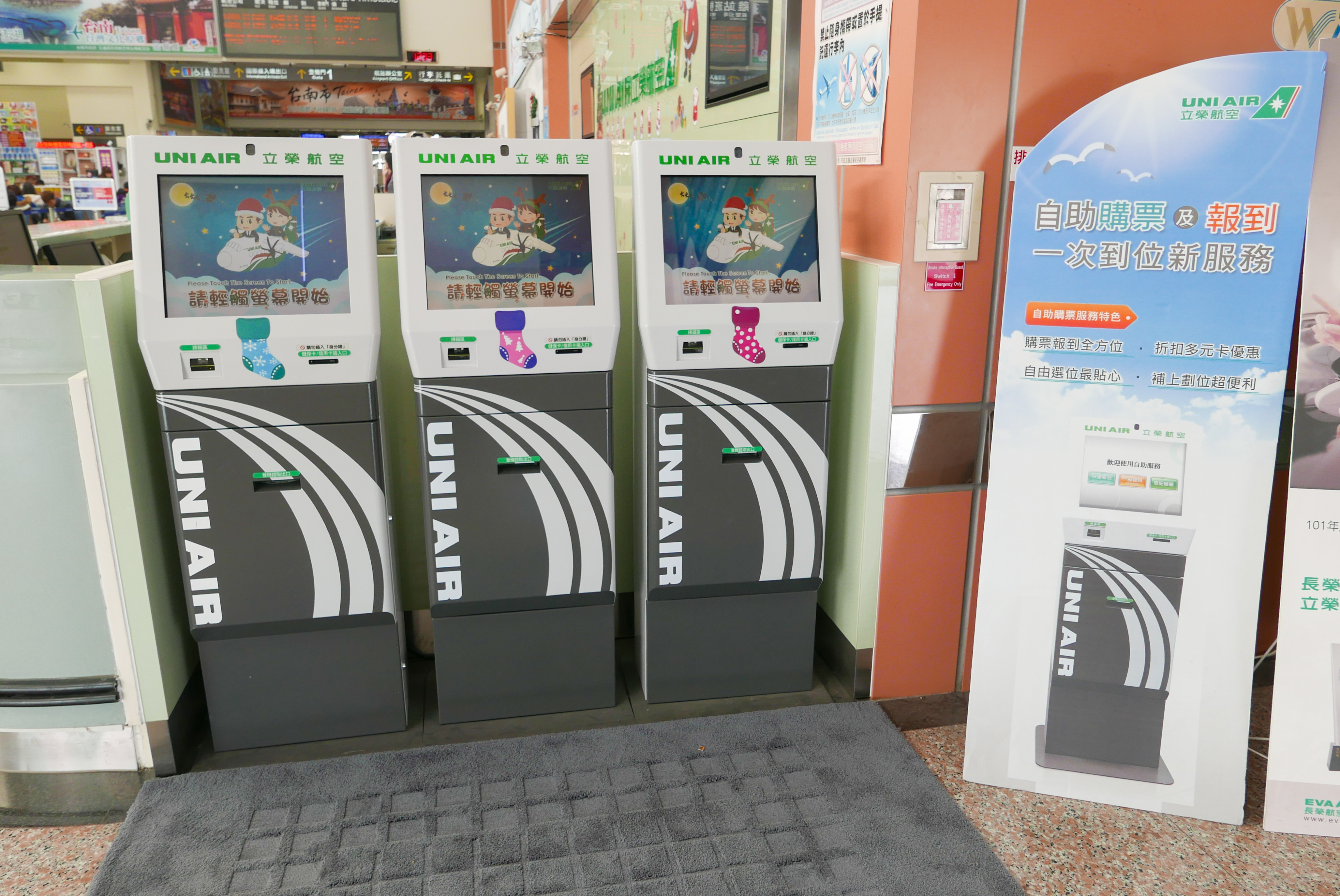
自動チェックイン・購入機
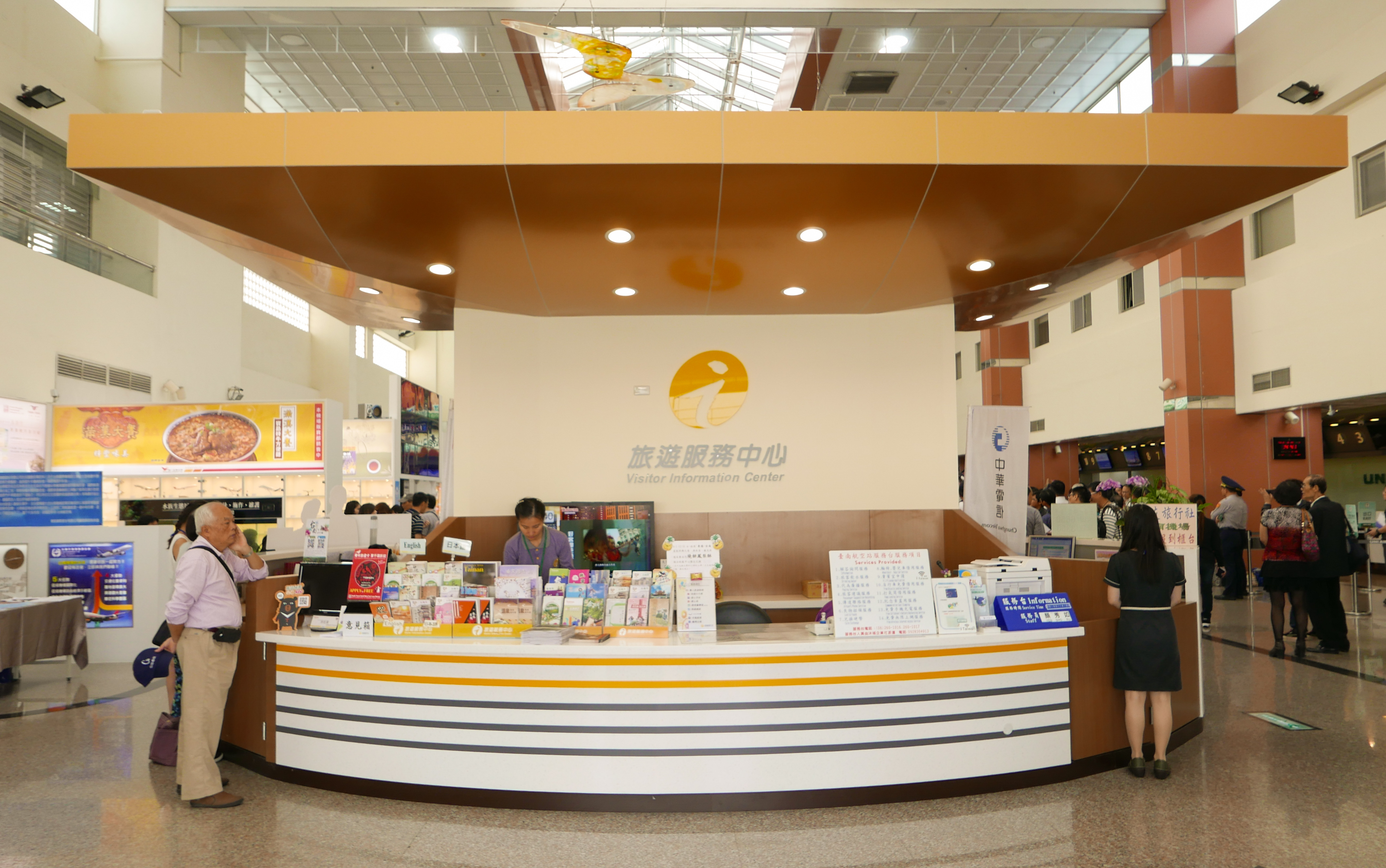
観光案内所
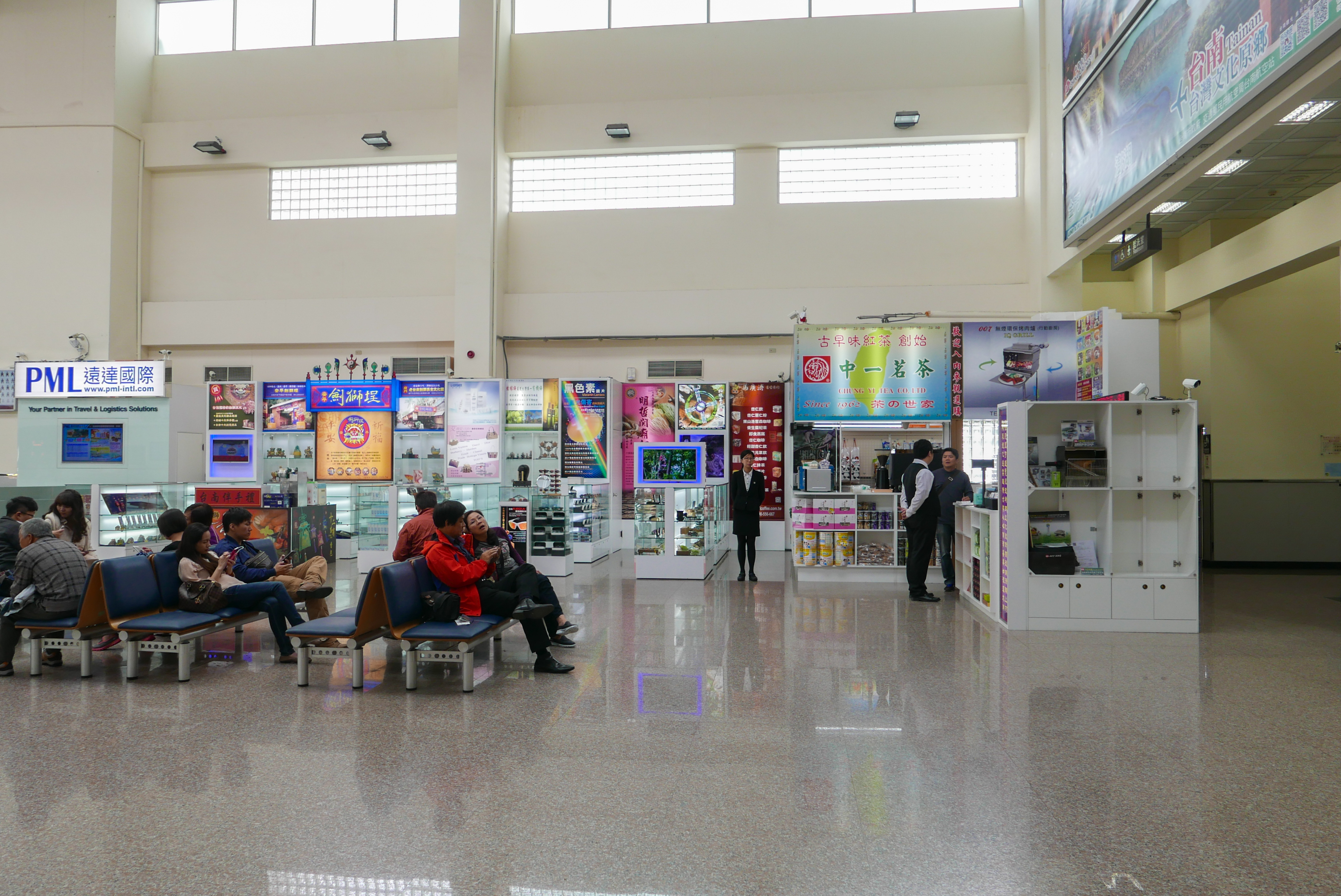
売店
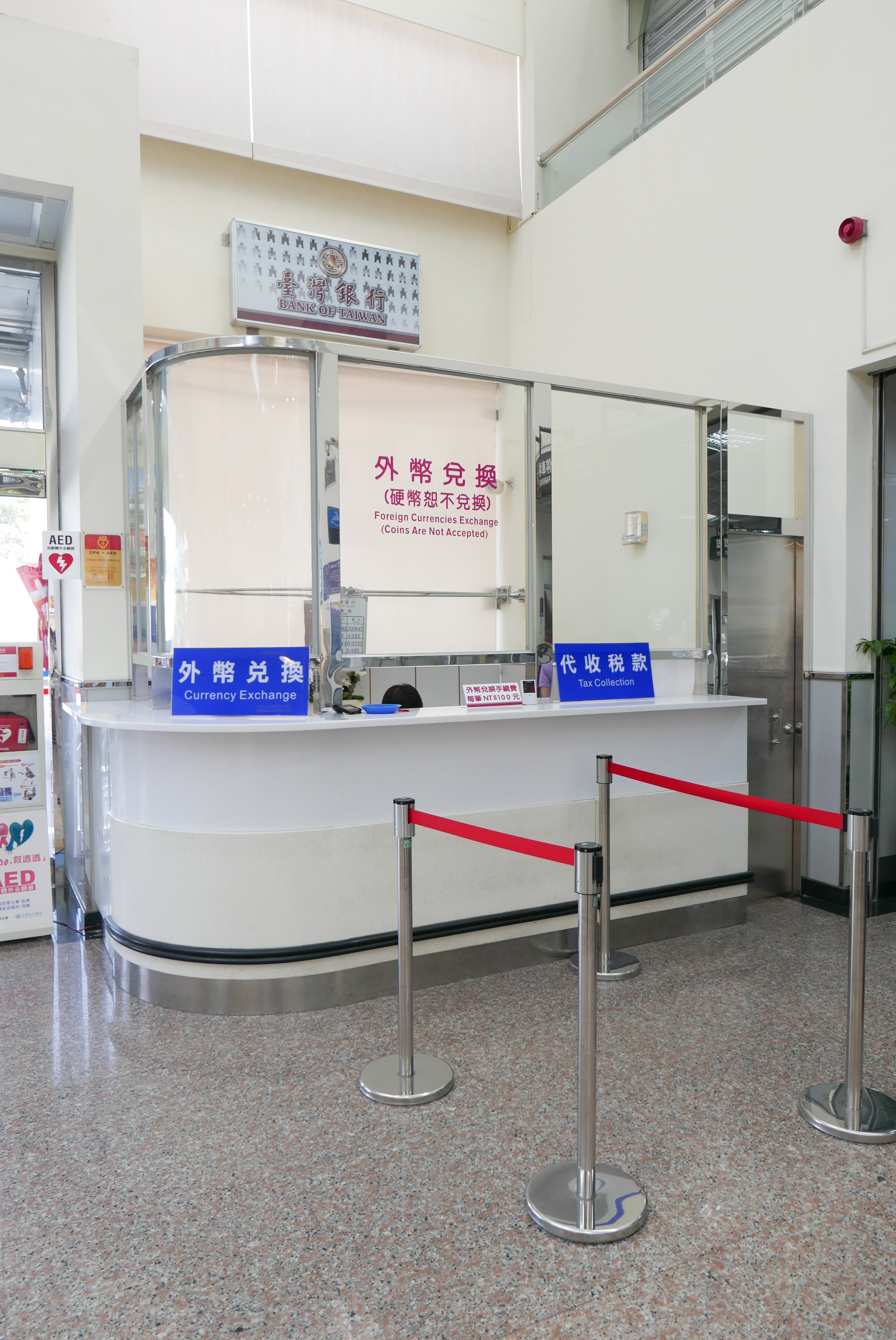
両替所（台湾銀行・新設）
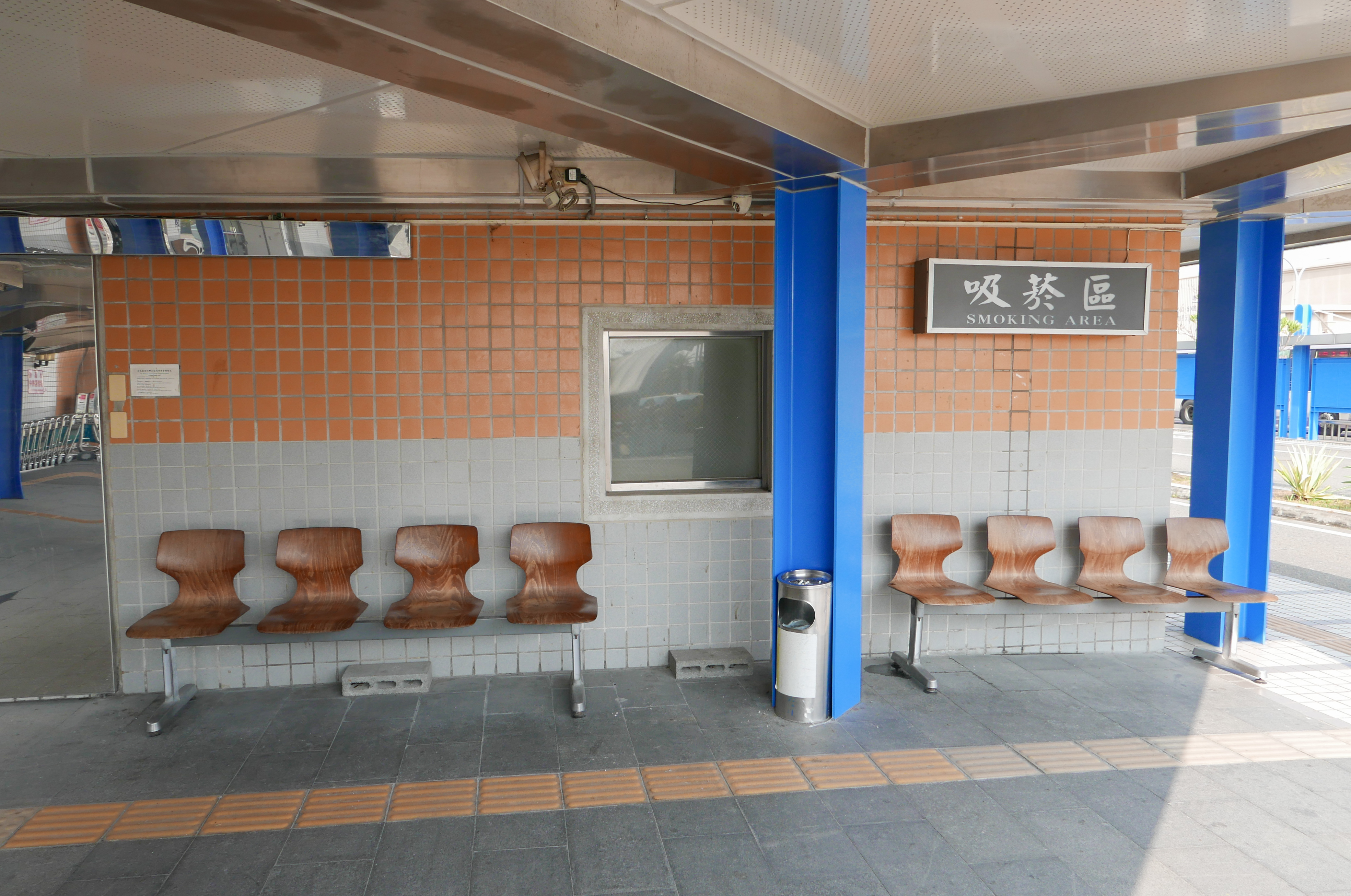
喫煙コーナー
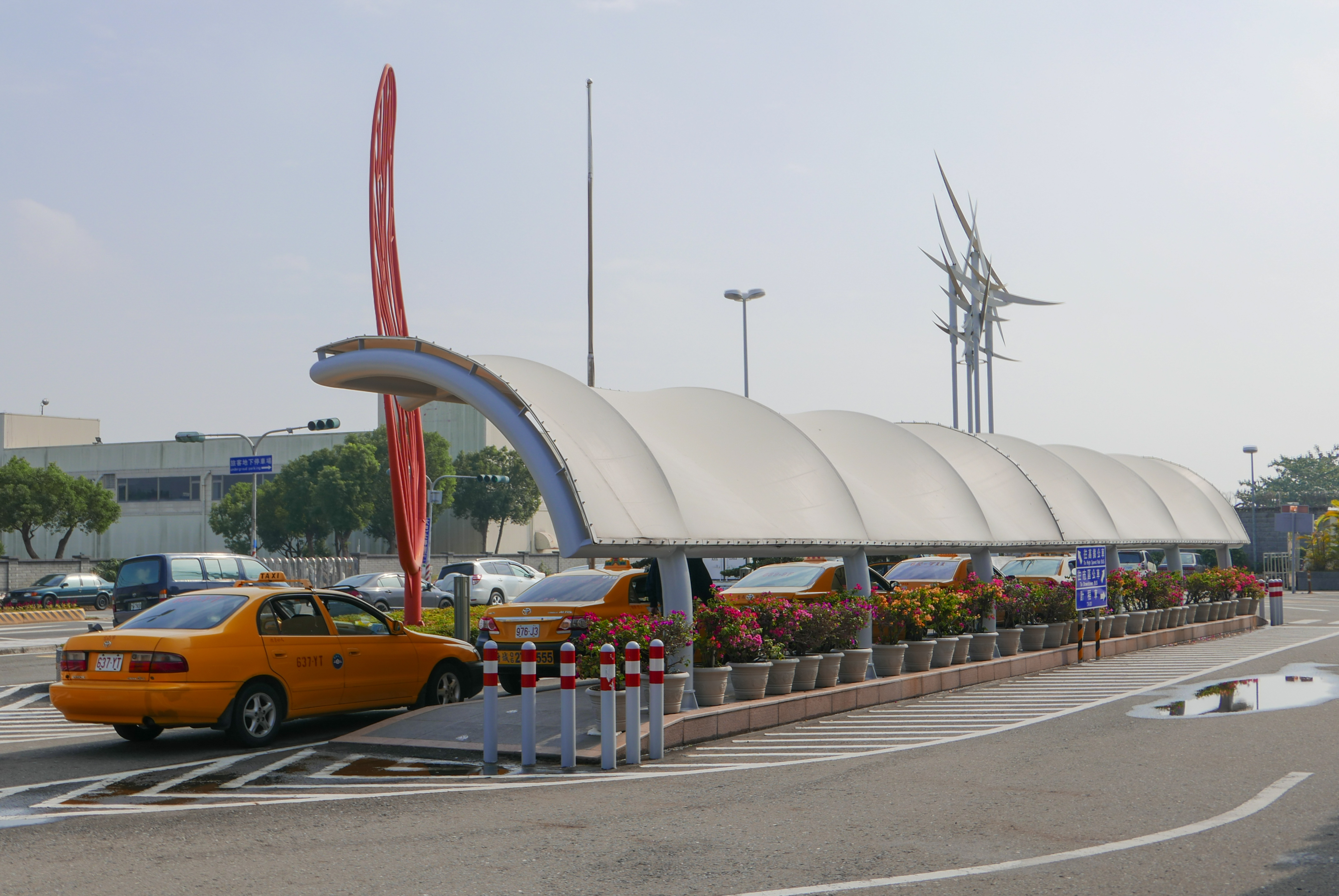
タクシーのりば
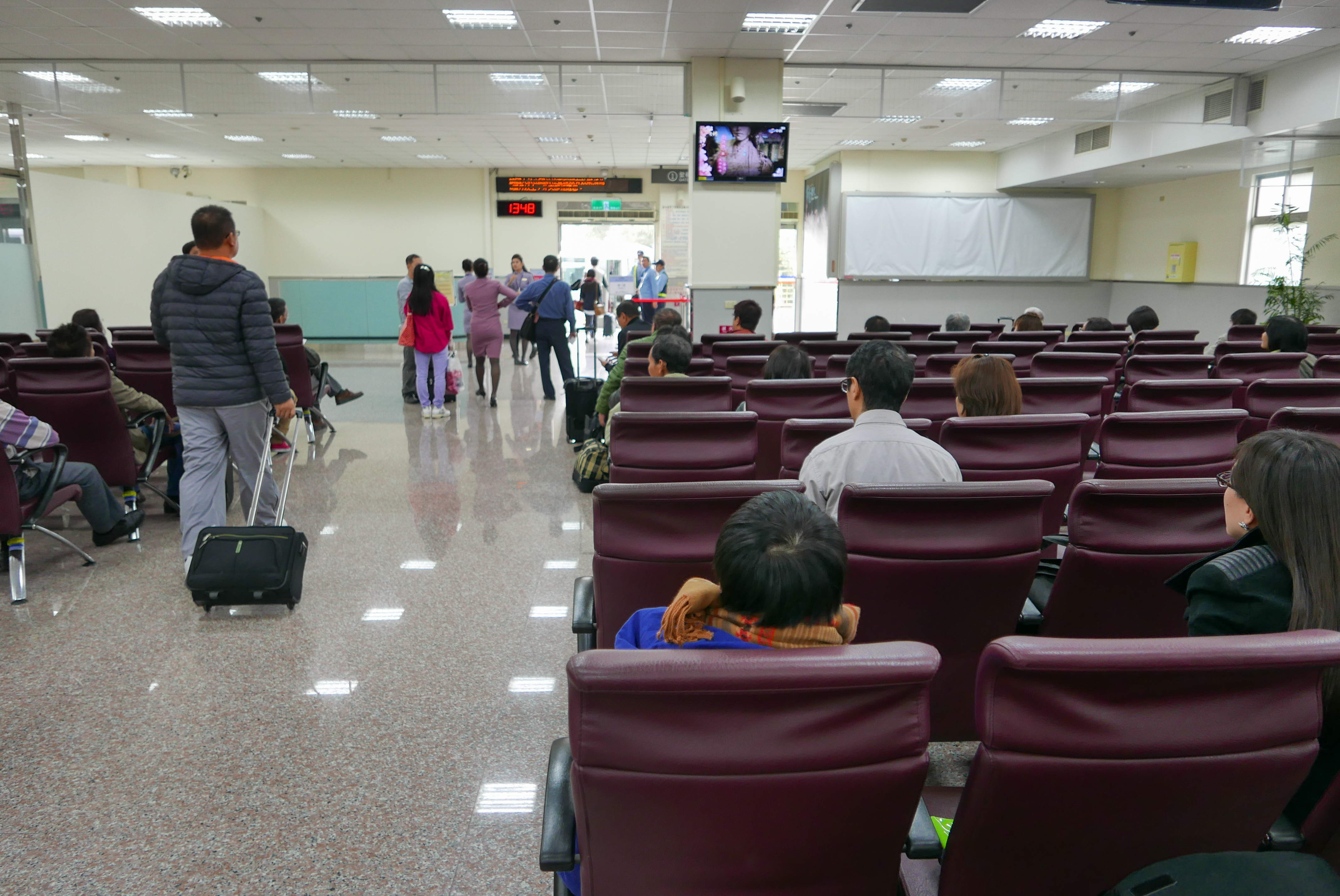
搭乗待合室
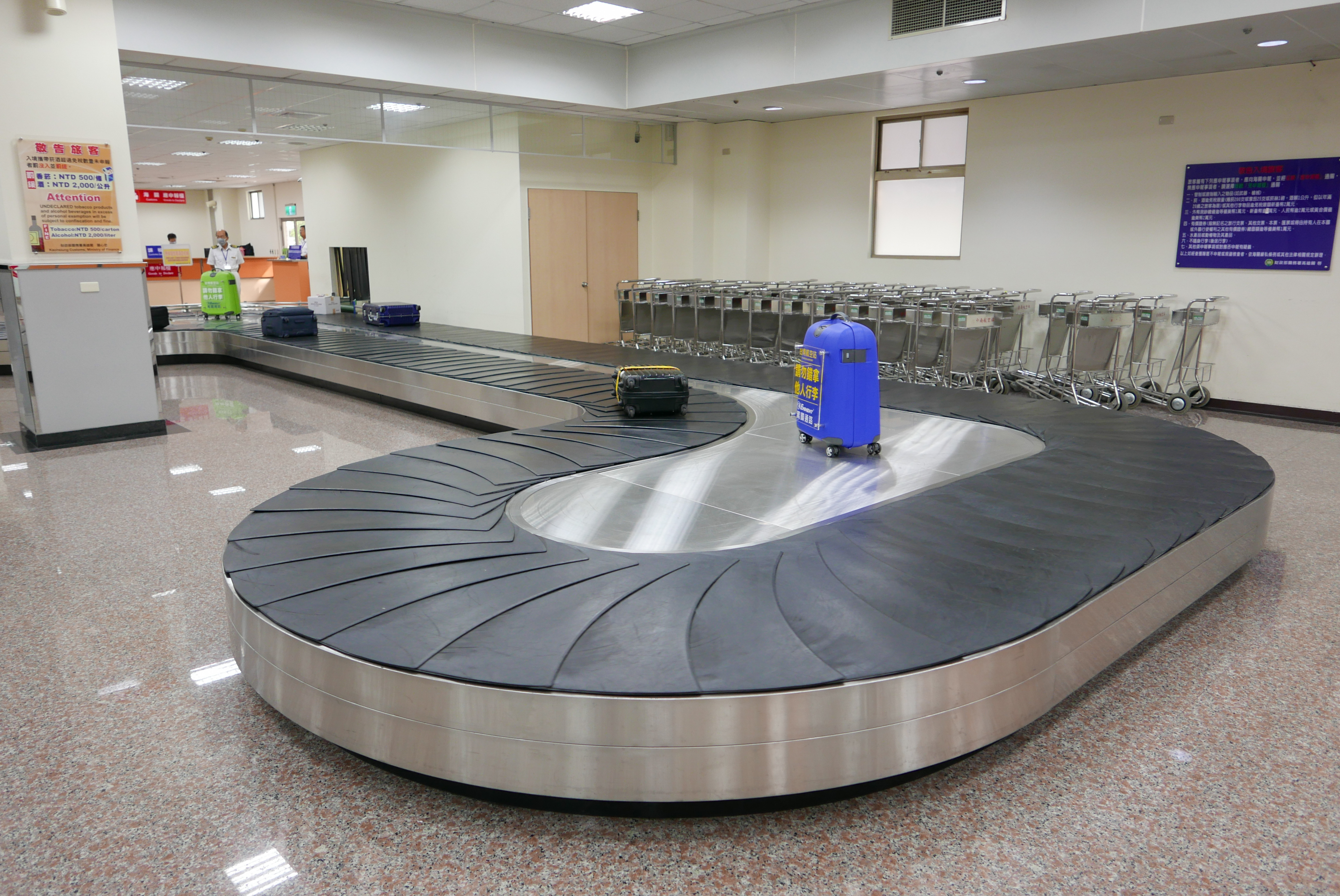
バゲージクレーム
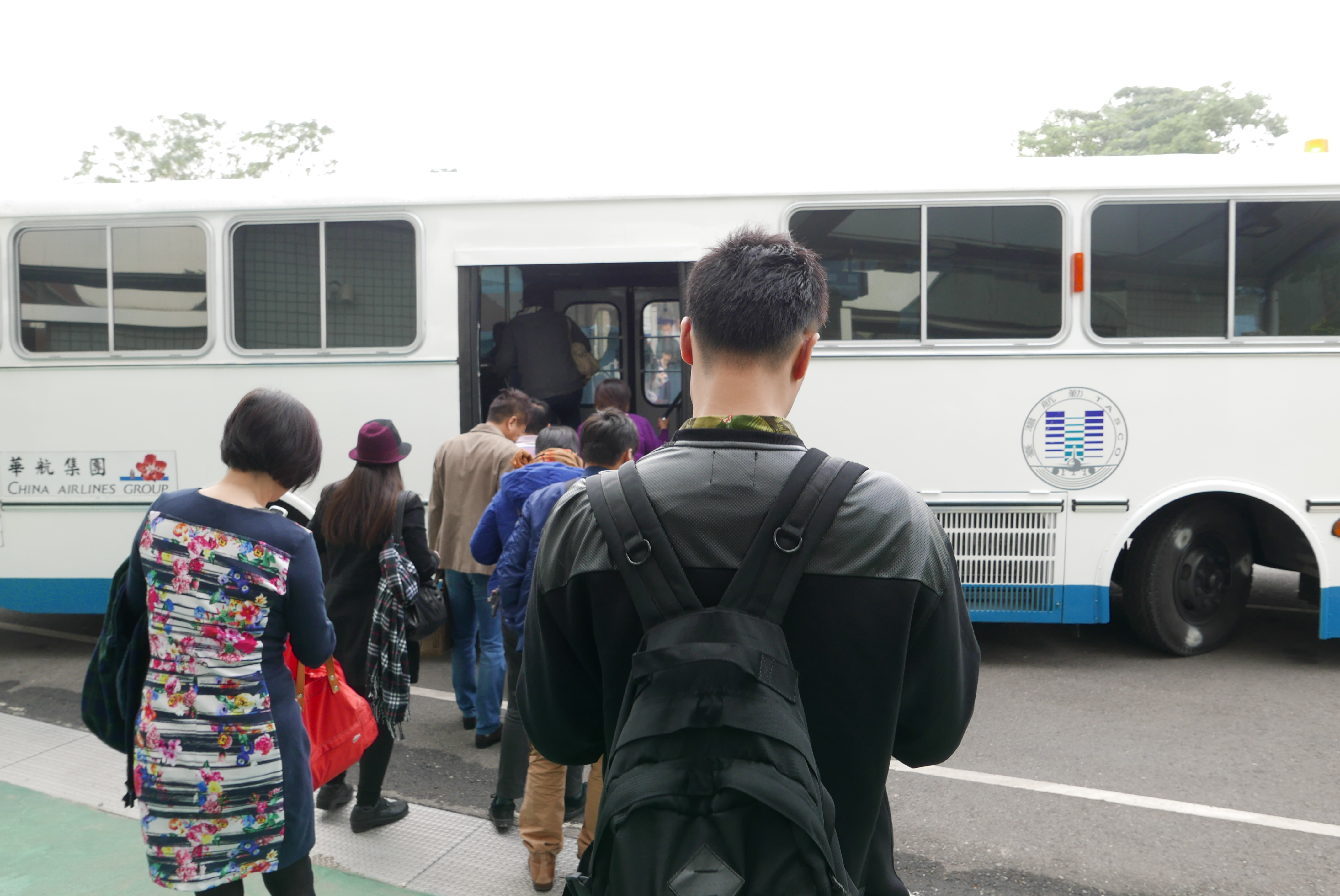
搭乗用バス ※この先は撮影禁止エリア